# Michael Minkler
Michael Minkler (los Angeles, 14 de maio de 1952) é um renomado editor de som de filmes norte-americano.
Minkler foi nomeado para o Óscar 11 vezes, vencendo em três ocasiões.